# Van der Heem & Bloemsma
Van der Heem & Bloemsma is een industrieel bedrijf in Den Haag dat op 1 mei 1926 werd opgericht door twee ondernemende radioamateurs, P.H.J. van der Heem en ir. J. Bloemsma, in de achtertuin van het eigen woonhuis.
Hun radio's waren direct een succes en in 1927 begon de samenwerking met de technische handelsmaatschappij R.S. Stokvis, die 309 radiotoestellen bestelde en ze verkocht onder de eigen merknaam Erres. Reeds in 1929 werd een groter pand betrokken in de Stortenbekerstraat 177 te Den Haag. In 1939 verhuisde het bedrijf naar de Maanweg 156 in Den Haag (industrieterrein Binckhorst).
Na de Tweede Wereldoorlog groeide Van der Heem voorspoedig. Er werden allang niet meer alleen radio's vervaardigd, maar een heel gamma aan elektrische huishoudelijke producten en gereedschappen, wel alle onder de merknaam Erres. Het ging onder meer om stofzuigers en handboormachines, ventilatoren en na 1951 televisietoestellen. Daarnaast werd er door het bedrijf professionele telecommunicatieapparatuur vervaardigd. Omdat Van der Heem veel voor Stokvis werkte, werden nog diverse andere producten geïntroduceerd. Van 1948 tot 1969 werden ook Solex-bromfietsen door Van der Heem in het Haagse pand aan de Laakkade vervaardigd. 
In de jaren 60 bouwde het bedrijf naast consumentenelektronica ook professionele apparatuur, zoals zendontvangers: voor de luchtmacht zoals de ARC-552 voor de Starfighter; voor de landmacht de GRC-3030; voor de marine de reeks HFO-01/01, HMO-01/01, HZO-01/01.
Op 4 januari 1965 is het bedrijf een volledige fusie aangegaan met Indola (cosmetische producten en huishoudelijke elektrische apparaten) te Rijswijk. 
Indoheem NV verkocht op 1 mei 1966 alle elektrotechnische activiteiten van Van der Heem aan Philips. Indoheem NV telde in haar topjaar 6300 medewerkers (1965). Na verkoop van Van der Heem aan Philips werd de rest van dit concern uiteindelijk door de industriedivisie van Hagemeyer overgenomen. Tot Indoheem NV behoorde ook EMI, dat elektromotoren en gereedschappen zoals boormachines vervaardigde, en nadat Indola door Hagemeyer was verkocht, verderging onder de naam Indolec.

## Nevenvestigingen
Ondertussen was in 1946 een nevenbedrijf in Utrecht geopend aan de Abstederdijk 131, door de overname van het bedrijf Leko, terwijl in 1961 een voorlopige fabriek in Sneek gereedkwam, die in 1964 definitief werd. Buitenlandse vestigingen kwamen in 1962 in Teheran en Kopenhagen.
In Sneek, Lorentzstraat 17, werden halffabricaten en complete radio's gemaakt, en ook televisietoestellen en grammofoons, alles onder de merknaam Erres. Er werden zelfs halffabricaten voor de Starfighter gefabriceerd. Op het moment dat Van der Heem in 1966 door Philips werd overgenomen, werkten in de vestiging te Sneek ongeveer 250 mensen. Enkele maanden nadat nog een nieuwe personeelswervingscampagne werd gestart onder het motto: Zij staan er achter!, circuleerden er geruchten dat de radioproductie zou worden stopgezet waarbij 82 arbeidsplaatsen zouden vervallen. Er werd beloofd dat Sneek scheerapparaten zou gaan produceren voor de Philips-vestiging te Drachten. In 1967 werd echter bekendgemaakt dat de hele fabriek zou sluiten en dat alle medewerkers zouden worden ontslagen.
Het Haagse bedrijf zou als Philips-vestiging nog tot na 1980 blijven voortbestaan.